# Z Centauri
Z Centauri, eller Nova Centauri 1895B, var en kataklysmisk variabel av supernova typ I (SN I) i stjärnbilden Kentauren. 
Stjärnan är belägen i NGC 5253 och fick sitt utbrott 1895. Den nådde då den fotografiska magnituden 8,0. Efter utbrottets avklingande är den svagare än magnitud 20,5.